# Zelina (Kalesija)
Pour les articles homonymes, voir Zelina.
Zelina (en serbe cyrillique : Зелина) est un village de Bosnie-Herzégovine. Il est situé dans la municipalité de Kalesija, dans le canton de Tuzla et dans la fédération de Bosnie-et-Herzégovine. Selon les premiers résultats du recensement bosnien de 2013, il compte 122 habitants.
Avant la guerre de Bosnie-Herzégovine, le village faisait entièrement partie de la municipalité de Kalesija ; à la suite des accords de Dayton (1991), une portion de son territoire a été rattachée à la municipalité d'Osmaci nouvellement créée et intégrée à la république serbe de Bosnie.

## Démographie

### Évolution historique de la population
| 1948 | 1953 | 1961 | 1971 | 1981 | 1991 | 2013 |
| ---- | ---- | ---- | ---- | ---- | ---- | ---- |
| -    | -    | 598  | 679  | 662  | 652  | 122  |

|  |